# Лахман, Борис
Борис Лахман (1944, Москва — 1 июля 2023, США) — советский и американский архитектор. Известен как автор железобетонного забора «ПО-2».

## Биография
Родился в 1944 году в Москве. Окончил Московский инженерно-строительный институт им. В. В. Куйбышева по специальности «инженер-строитель». По распределению прошёл архитектурные курсы в проектной мастерской «Роскооппроект».
После этого он стал сотрудником конструкторско-технического бюро «Мосгорстройматериалы», проработав там в итоге 18 лет. В 1970-е годы стал главным архитектором. В бюро под его руководством работало 10 сотрудников. Отдел, который возглавлял Лахман, занимался промышленным дизайном, который в СССР назывался «технической эстетикой».
Этот забор — не самое великое, что я сделал. И то, что им завалили буквально всю страну, мне не очень понятно.
Самой известной работой Лахмана стало проектирование железобетонного забора с ромбиками, получившего название «ПО‑2» (плита ограды). За дизайн забора Лахман в 1974 году получил бронзовую медаль ВДНХ и премию в размере 50 рублей. По словам самого Лахмана, забор стал его единственным реализованным проектом в СССР. Данный забор получил широкое распространение на постсоветском пространстве. В 2018 году архитектор Александр Бродский создал дом из забора «ПО‑2», который был представлен на фестивале Архстояние. Дизайн забора использовался в ювелирных изделиях и в одной из моделей кед компании Puma.
В 1981 году Лахман вместе с семьёй переехал в Нью-Йорк. В США начал работать в архитектурной фирме Richard M. Bellamy. В 1990 году Борис Лахман сдал экзамен, получив лицензию на работу архитектором. После смерти Беллами и распада его фирмы Лахман получил все заказы данной компании. В США в качестве архитектора проектировал рестораны, торговые центры, школы, библиотеки, общественный центр и, конечно, частные дома.
В 2010-е годы переключился на консультирование проектов компании Dattner Architects.
В 2019 году Борис Лахман вышел на пенсию. Летом 2022 года последний раз посетил Москву. Скончался через год, летом 2023 года в Нью-Йорке. Там же и похоронен.

Забор «ПО-2»
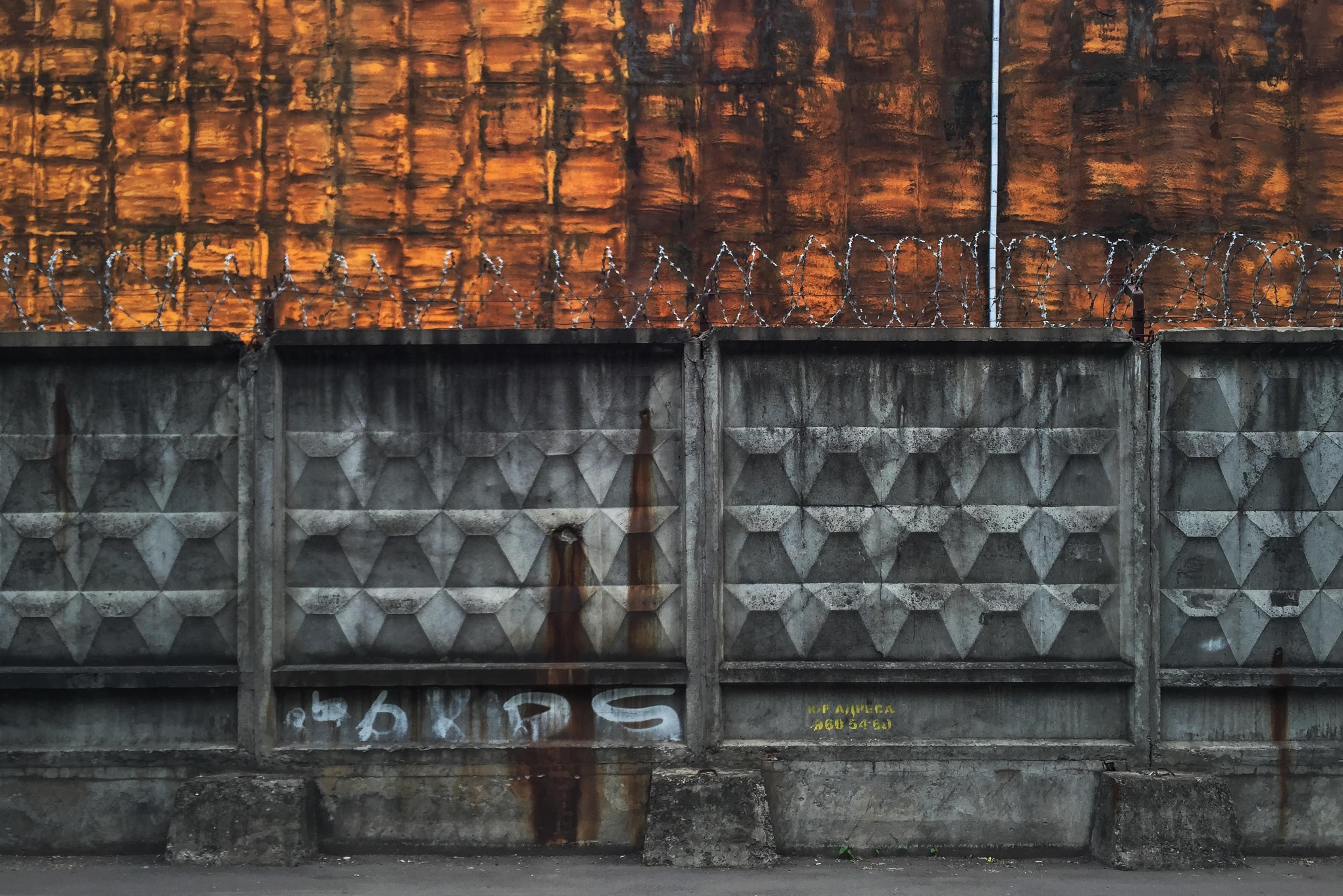
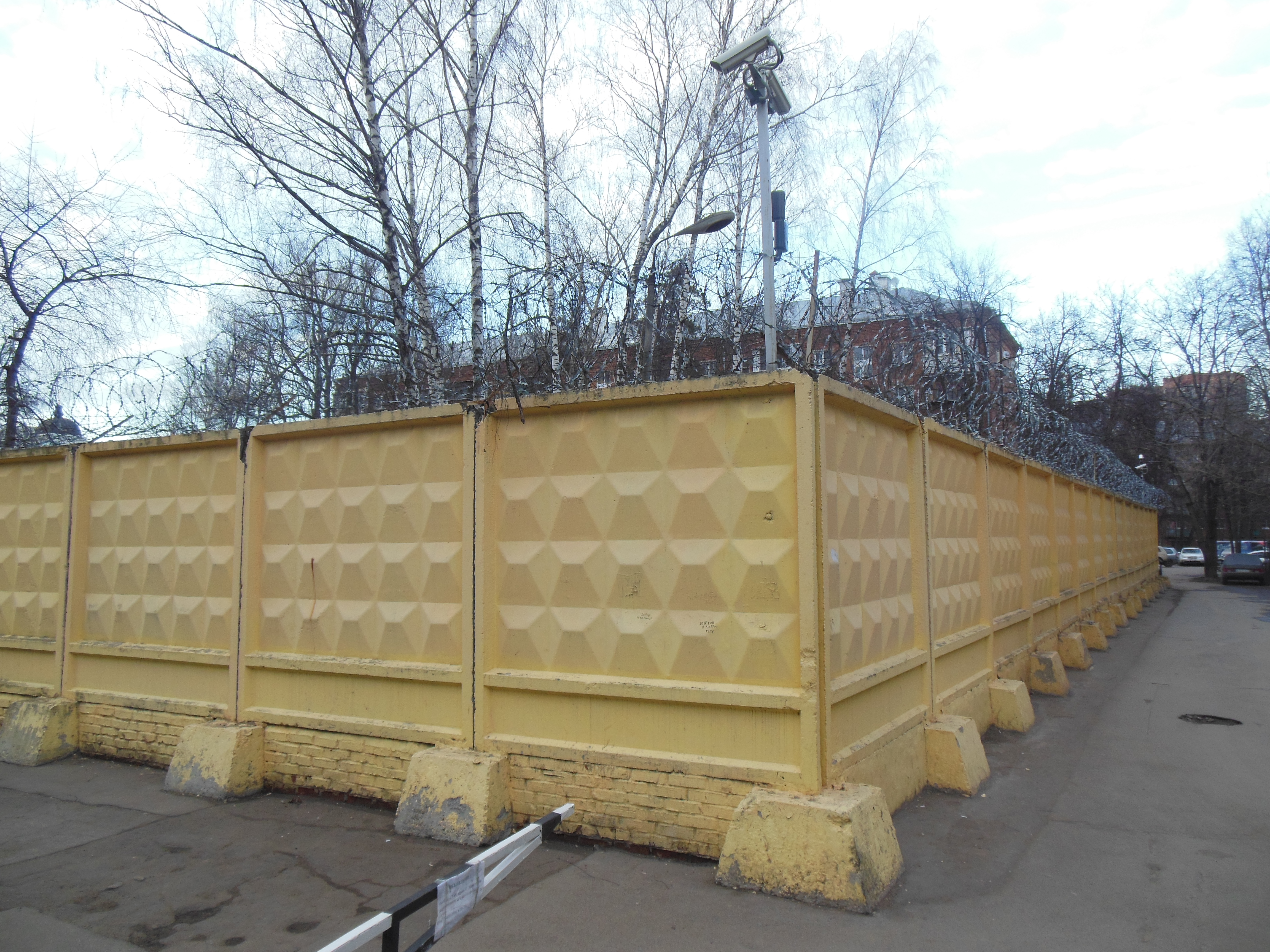
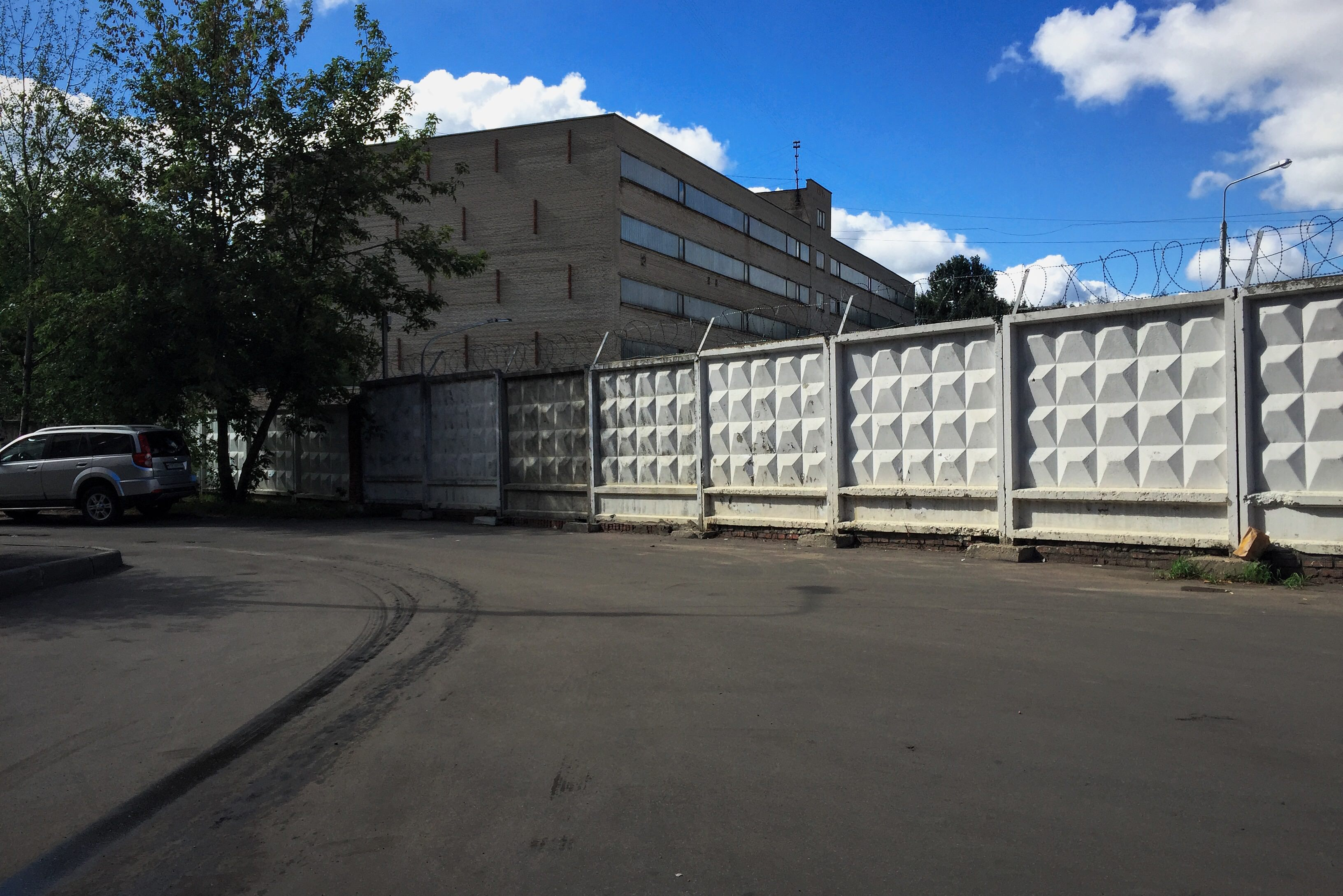

## Награды и звания
- Бронзовая медаль ВДНХ (1974)[3]